# Stereolepis doederleini
Stereolepis doederleini is een straalvinnige vissensoort uit de familie van wrakvissen (Polyprionidae). De wetenschappelijke naam van de soort werd voor het eerst geldig gepubliceerd in 1969 door Lindberg & Krasyukova.